# Chris Black
Chris Black (Toledo) é um roteirista e produtor de televisão, notável por escrever e produzir principalmente séries de ficção científica e ação, embora também tenha sido parte da equipe de produção do Desperate Housewives durante suas duas primeiras temporadas.
Black produziu e escreveu episódios de Cleopatra 2525, The Huntress, Sliders, Star Trek: Enterprise, Hawaii e Standoff. Além disso, ele escreveu episódios de vários outros shows, incluindo Weird Science, Xena: Warrior Princess e Vanished. Ele também coescreveu o filme de ação de 1997 Masterminds, estrelado por Patrick Stewart.